# Plejaden
För andra betydelser, se Plejaderna.
Plejaden (franska: La Pléiade) var en grupp diktare i Frankrike under renässansen, vilka ville reformera den franska litteraturen.  Namnet hade tidigare även använts på 1300-talet om ett medeltida (ockitanskt) sångsällskap, Consistori del Gay Saber.
Plejadens främsta medlemmar och grundare var Pierre de Ronsard, Joachim du Bellay och Jean-Antoine de Baïf. Under Jean Dorat samlades dessa män och kallades då brigaden, tills Bellay formulerade Plejadens manifest, La Défense et illustration de la langue française, 1549. Namnbytet till Plejaden utannonserades av Ronsard 1556 i en dikt. Målsättningen var att förnya det franska språket med utgångspunkt i antikens vokabulär och estetik. Plejaden var den franska motsvarigheten till den språkreformation som hade företagits i Italien av Dante, Cavalcanti, Giovanni Boccaccio och Petrarca.
Plejaden var involverad dels i att skapa neologismer för begrepp som franskan saknade, dels i att skapa en franskspråkig litteratur. Den skrev bland annat herdedikter, pindariska oden, epos, och sonetter. Motiven hämtades ofta från antiken, såsom den grekiska mytologin; därifrån kom även carpe diem-temat. Det hedniska sambandet i poetiskt hänseende till trots var Ronsard politiskt en anhängare av den varmt katolske Henrik II av Frankrike. För andra medlemmar, som Pontus de Tyard, var Plejadens inneboende mening den gudomligt inspirerade poesin, i form av musor, dionysiska delirier och romantisk passion.